# Sablia bavarica
Sablia bavarica är en fjärilsart som beskrevs av Hörhammer 1934. Sablia bavarica ingår i släktet Sablia och familjen nattflyn. Inga underarter finns listade.